# Gilda Cárdenas
Gilda Cárdenas (Macaracas, 24 de agosto de 1955 - Chilibre, 17 de junio de 2006) fue una cantante y salomadora de música típica panameña. 
Debutó como cantante a los 12 años en el jardín «La Llave de Chilibre», en donde cantó el tema Eneida Cedeño, homenaje. Comenzó su carrera artística en el grupo de Atilio González, y posteriormente en los conjuntos típicos de Ernesto Herrera, Gustavo Tejada y Manuel de Jesús Ábrego padre. En ese momento adquirió fama y fue reconocida por su voz como una de las salomadoras más destacadas de la música típica panameña, a la par de Leonidas Moreno, del conjunto de Alfredo Escudero.
En 1989 se unió al conjunto «Los Plumas Negras» de Victorio Vergara, tras la renuncia y recomendación de la antigua cantante del grupo, Lucy Quintero. Se convirtió en la voz femenina del grupo y grabó más de 15 discos compactos. Tras la muerte de Victorio Vergara en 1998, siguió en el conjunto bajo la dirección de Nenito Vargas.
Llegó a crear un estilo propio de baile llamado «El trapiche». También participó en el CD Los 50 años de Ceferino Nieto, donde aportó su saloma en el tema Quererte es mi tormento. 
Falleció en un accidente automovilístico en 2006, luego de una presentación musical en la localidad de Sabanitas, provincia de Colón, rumbo a la ciudad capital. Adicionalmente, en el accidente resultaron heridos dos integrantes del conjunto.